# Aryaan Harshagen

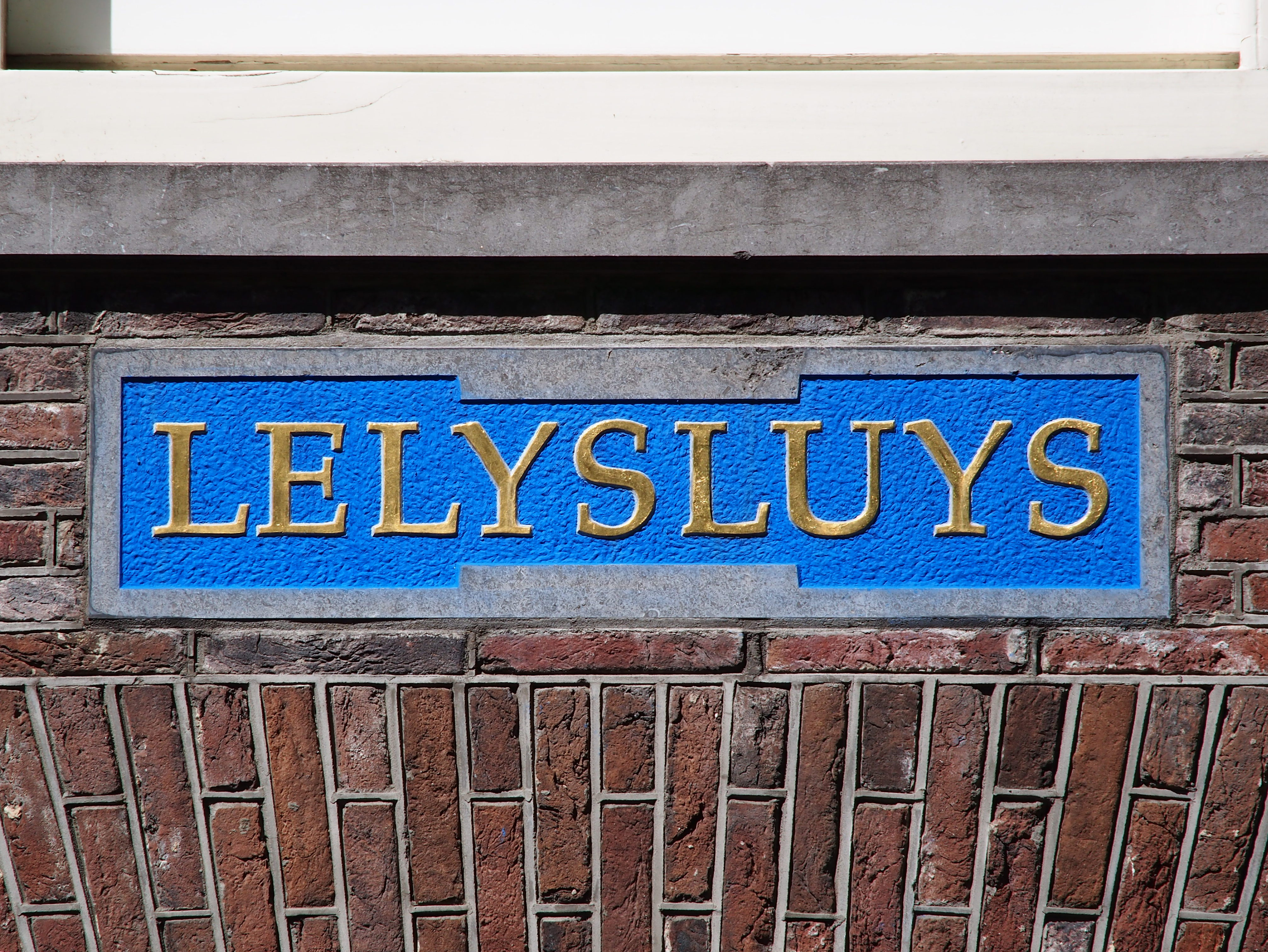
Gevelsteen Lelysluys

Aryaan Harshagen, (Hoorn, 1946) is een Nederlands beeldhouwer.

## Leven en werk
Harshagen studeerde aan afdeling beeldhouwen van de Rotterdamse Academie van Beeldende Kunsten en Technische Wetenschappen (1964-1968). Ze maakt onder meer kleinplastiek, penningen, portretten en gevelstenen. Harshagen maakt in haar werk geregeld gebruik van tekst en dichtregels, waarbij ze zelf de letters ontwerpt en uithakt. Ze is getrouwd met de kunstenaar Bob van Rossum.

## Enkele werken
- 1981: penning met een jonge aap voor Natura Artis Magistra, in opdracht van de Stichting Vrienden van Jaap Kaas.[4]
- 1985: gedenksteen Clara Wichmann, Nachtegaalstraat 37, Utrecht.[5]
- 1988: "De wind waait hoog en kent de mensen niet", dichtregel van Frederik van Eeden, in de bestrating aan het Turfschip, Amstelveen.[6]
- 1988: "Geen vorm zo uitgebalanceerd of hij verdwijnt", dichtregel van Willem Jan Otten. Kunstwerk in twee delen op de hoek Kotter en Valreep, Amstelveen.[7]
- 1992: 'Van A tot Z', Oude Boteringestraat 18, Groningen. In de bestrating voor de entree van de voormalige Openbare Bibliotheek.[8]
- 1994: "Het Spaarne stroomt, het Spaarne stroomt voorbij", dichtregel van Lennaert Nijgh in de bordesmuur van het het boezemgemaal Spaarndam, en twee hardstenen pylonen aan weerszijden van het bordes.
- 1995: "De Pauwhof", bij Huize De Paauw, Wassenaar.
- 1997: gevelsteen (muzieklessenaars en notenschrift van Viva la Musica) aan de Binnen Vissersstraat 9-19, Amsterdam.[9]
- 1998: gevelsteen Lelysluys, Leliegracht 54, Amsterdam.[9]
- 1998: gevelsteen (met guirlande) aan de Keizersgracht 441, Amsterdam.[9]

## Foto's

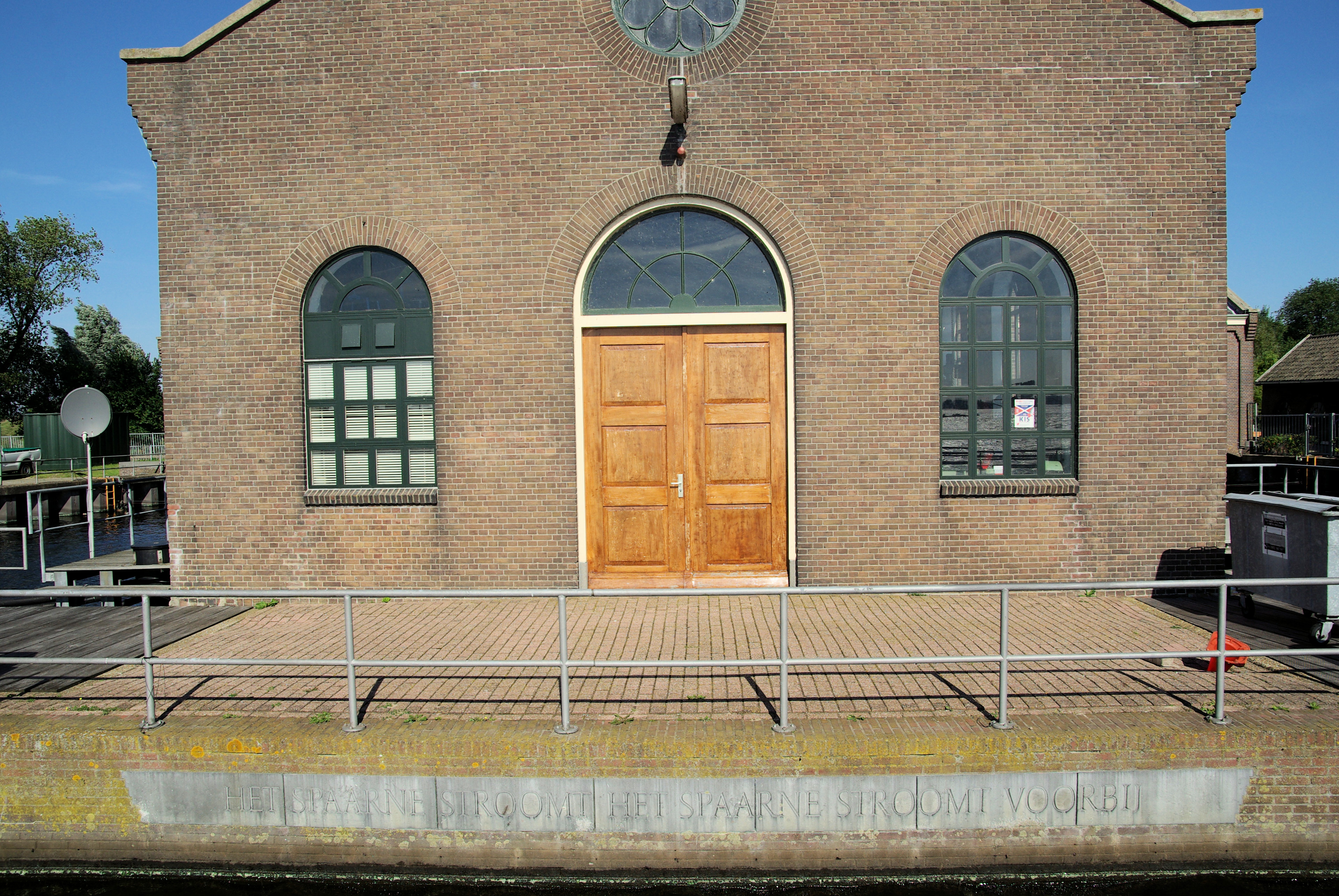
"Het Spaarne stroomt, het Spaarne stroomt voorbij" (1994)
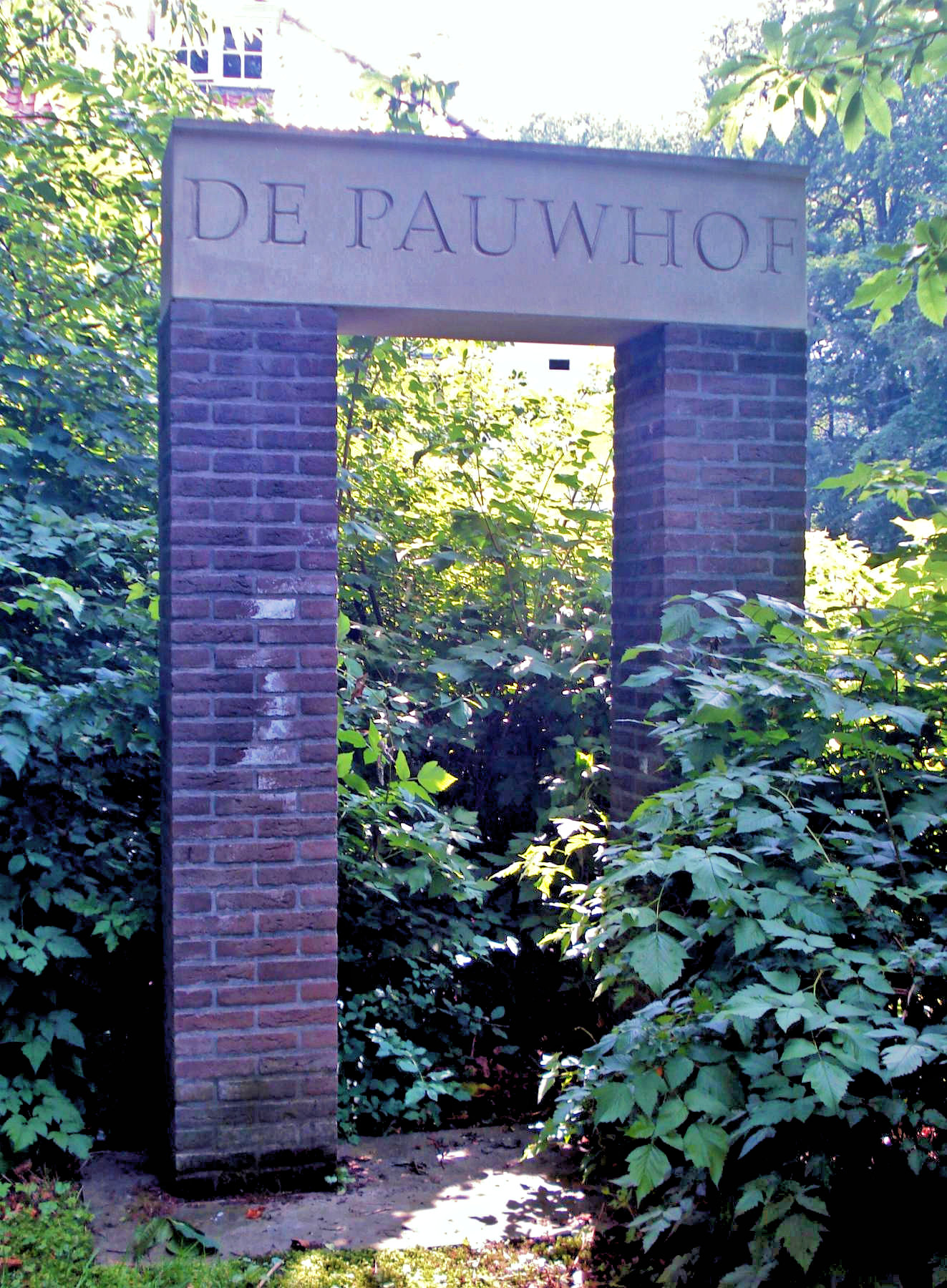
"De Pauwhof" (1995)

- RKD-Nederlands Instituut voor Kunstgeschiedenis: 36179